# Davy Crockett (film, 1910)
Pour les articles homonymes, voir Davy Crockett (homonymie).
Pour plus de détails, voir Fiche technique et Distribution.
Davy Crockett est un film muet américain réalisé par Francis Boggs et sorti en 1910.

## Fiche technique
Source : IMDb, sauf mention contraire
- Réalisation : Francis Boggs
- Photographie :
- Montage :
- Producteur : William Selig
- Société de production : Selig Polyscope Company
- Société de distribution : Selig Polyscope Company
- Pays d'origine :  États-Unis
- Langue : film muet avec les intertitres en anglais
- Métrage : 300 mètres
- Format : Noir et blanc — 35 mm — 1,33:1 — Muet
- Genre : Film d'aventure, Western
- Durée : 10 minutes
- Dates de sortie : 
  -  États-Unis : 21 avril 1912

## Distribution
- Hobart Bosworth : Davy Crockett
- Betty Harte
- Tom Santschi